# Kangnasaurus coetzeei
Il kangnasauro (Kangnasaurus coetzeei) è un dinosauro erbivoro, appartenente agli ornitopodi. Visse nel Cretaceo inferiore (circa 120 milioni di anni fa) e i suoi scarsi resti fossili sono stati ritrovati in Sudafrica. L'identità è dubbia.

## Classificazione
Questo dinosauro è noto solo attraverso pochi denti descritti da Haughton nel 1915 e attribuiti a un dinosauro ornitopode simile a Dryosaurus. Altri resti frammentari provenienti dalla medesima area (tra cui un femore) sono stati classificati come appartenenti a un driosauride. La classificazione di Kangnasaurus non può essere definita maggiormente, e i reperti sono di dubbia identità. In ogni caso, altri driosauridi sono conosciuti nel Cretaceo inferiore africano (Elrhazosaurus).